# Salt and Sacrifice
Salt and Sacrifice è un videogioco di ruolo a piattaforme a tema dark fantasy sviluppato da Ska Studios, pubblicato da Devoured Studios e distribuito da PlayStation Network ed Epic Games Store per PlayStation 4, PlayStation 5 e Microsoft Windows nel 2022.
Il gioco è un sequel spirituale di Salt and Sanctuary, uscito nel 2016, e appartiene alla corrente dei souls-like e al sottogenere metroidvania essendo ispirato alle serie Souls e Monster Hunter. La trama di Salt and Sacrifice si ambienta nel regno di Pietraltare e segue le avventure di un membro dell'Inquisizione del Marchio, un antico ordine nato per debellare la magia dal regno attraverso l'uccisione di tutti coloro che la praticano, i Maghi.
Salt and Sacrifice ha ricevuto un'accoglienza mista, con recensioni generalmente favorevoli e valutazioni prevalentemente medie da parte della critica settoriale, che ne ha apprezzato il gameplay e lo stile grafico, ma ne ha criticato principalmente la diversificazione delle ambientazioni e dei nemici.

## Trama

### Ambientazione
Il videogioco è ambientato nel remoto regno di Pietraltare, dove la magia è bandita e i Maghi, esseri dall'aspetto demoniaco un tempo umani, sono duramente perseguitati perché considerati avidi di potere e distruttori delle terre degli uomini. In questo regno, i condannati a morte scelgono di redimersi unendosi all'Inquisizione del Marchio, un ordine creato per dare la caccia ai Maghi e debellare per sempre la magia dal mondo; i membri di quest'ordine vengono sottoposti al Rito Magivoro, che gli conferisce il Marchio dell'incantesimo rendendoli inarrestabili e praticamente immortali.

### Storia
Nel regno di Pietraltare, un reietto è stato condannato alla pena capitale. Per sfuggire alla sua sentenza, decide di unirsi all'Inquisizione del Marchio e diventare così un cacciatore di Maghi.
Durante la sua prigionia, il protagonista viene liberato e viene condotto da un secondino alla frontiera occidentale, dove sono state percepite delle tracce magiche. Improvvisamente, un Mago attacca il cavallo su cui stanno viaggiando il protagonista e il suo accompagnatore, riuscendo a uccidere quest'ultimo e l'animale. Il protagonista, sopravvissuto, rintraccia il Mago responsabile dell'attacco e lo affronta in combattimento, ma viene sconfitto.
Grazie al Magivoro, il protagonista si salva dalla morte e si risveglia nella Vallata del Clemente, un luogo che connette ogni area del regno. La guaritrice dell'Inquisizione, Shenna l'Erborista, cura il protagonista e gli dice che è stato trovato nei boschi e portato in salvo da Bren lo Stalliere; la donna risponde alle sue domande e il protagonista si dilegua. Su indicazione di Diedela la Varcarune, custode del Varco dello Specchio, un portale che permette di viaggiare nel regno, il protagonista si avventura all'esterno e intraprende la sua caccia ai Maghi.
Dopo aver ucciso i Maghi, il protagonista giunge al Santuario dell'Imperfetto e libera l'ultimo mago, noto come Martire vanificato, da un albero magico, e lo sconfigge in combattimento. A questo punto, il giocatore può compiere due scelte: cercare di arrampicarsi sull'albero o uccidere lo stesso. Se il giocatore sceglie di arrampicarsi sull'albero, il protagonista viene intrappolato dai rami di quest'ultimo e sacrificato mentre i Maghi di tutto il regno osservano compiaciuti; in alternativa, il protagonista divora l'essenza vitale dell'albero e il regno viene colpito da delle meteore, che annientano anche i Maghi restanti.

## Modalità di gioco
Salt and Sacrifice è un videogioco di ruolo a piattaforme il cui gameplay è ispirato a quello dei videogiochi appartenenti alle serie Souls (in particolare Demon's Souls) e Monster Hunter. Prima di iniziare a giocare, il giocatore può selezionare le caratteristiche fisiche e la classe del personaggio giocante, oltre al crimine commesso da quest'ultimo. 
Il mondo di gioco è diviso in cinque mappe distinte che il personaggio giocante è libero di esplorare, combattendo i nemici in esse presenti alternando attacchi da mischia con le armi a incantesimi, recuperando oggetti e interagendo con i personaggi non giocanti. È possibile accedere ad aree della mappa precedentemente inaccessibili una volta che il giocatore ha ottenuto gli oggetti di attraversamento necessari. Esplorando le zone è possibile trovare dei "tomi" nascosti utilizzabili per avviare le cosiddette "Cacce al mago", delle missioni che, una volta riuscite, possono essere giocate nuovamente per ottenere nuovi potenziamenti. Per progredire nel gioco e sbloccare nuove mappe, è necessario sconfiggere i Maghi, boss delle varie zone; alla morte, ogni Mago rilascia oggetti unici, come armature e armi, ciascuno di essi dotato di abilità peculiari. 
Alcune risorse fondamentali, come pozioni curative che ripristinano parzialmente la barra della vitalità, o proiettili per le armi a distanza, possono essere ripristinate attraverso gli obelischi sparsi per le ambientazioni, che fungono da punti di salvataggio, presso i quali è anche possibile rigenerarsi dopo la morte. Alla morte, la barra della vitalità del personaggio giocante viene ridotta, ma è possibile ripristinarla uccidendo un Mago o utilizzando degli oggetti detti Schegge incolpevoli. Morendo, inoltre, si perdono tutti i punti esperienza accumulati, ma è possibile recuperarli senza morire nuovamente prima di averlo fatto, pena la perdita definitiva.
Nella modalità multigiocatore è possibile "invadere" il mondo (server) di un altro giocatore oppure essere invasi da altri giocatori, unendosi a diverse fazioni: unendosi alla Shroud Alliance è possibile invadere il mondo di un altro giocatore e dargli la caccia, mentre con la fazione Blueheart Runners è possibile evocare creature cineree note come Haze Burnt per uccidere il giocatore ospitante. I giocatori invasi possono invocare l'aiuto delle fazioni Oathbound Watchers o Sheriff Inquisitors, che li assisteranno in combattimento. Utilizzando una sessione privata, due giocatori possono completare la campagna del gioco in modalità cooperativa senza subire invasioni da parte di altri giocatori.

## Sviluppo
Salt and Sacrifice è stato sviluppato presso Ska Studios, una squadra di sviluppo composta dai coniugi James e Michelle Silva. 
Inizialmente James Silva aveva concepito il gioco come un platform lineare con brevi missioni che riprendesse a pieno il predecessore Salt and Sanctuary, ma un suo amico, James Lynch, lo convinse a cambiare le meccaniche di gioco implementando la componente esplorativa e introducendo un maggior numero di aree, tutte quasi completamente disconnesse tra loro; Lynch, inoltre, suggerì l'inclusione di una modalità multigiocatore, una delle aggiunte più richieste dai revisori in Salt and Sanctuary, contribuendo egli stesso alla sua realizzazione.
Le serie Monster Hunter e Souls, in particolare quest'ultima, sono state un'importante fonte d'ispirazione per i contenuti del gioco, al punto che James Silva ha dichiarato:
Salt and Sacrifice è stato annunciato il 10 giugno 2021 da Ska Studios ed è stato pubblicato da Devoured Studios per Microsoft Windows come esclusiva di Epic Games Store, PlayStation 4 e PlayStation 5 il 10 maggio 2022.

## Accoglienza
| Testata                        | Versione | Giudizio |
| ------------------------------ | -------- | -------- |
| Metacritic (media al 2-8-2022) | PS5      | 73/100   |
| Metacritic (media al 2-8-2022) | Windows  | 72/100   |
| Edge                           | Windows  | 70/100   |
| Eurogamer (ITA)                | Windows  | 7/10     |
| Everyeye.it                    | PS5      | 8,2/10   |
| Game Informer                  | Windows  | 7/10     |
| GameSpot                       | Windows  | 7/10     |
| Hardcore Gamer                 | Windows  | 4/5      |
| IGN                            | Windows  | 7/10     |
| IGN (ITA)                      | Windows  | 6,5/10   |
| IGN (JPN)                      | Windows  | 6/10     |
| Multiplayer.it                 | Windows  | 5,9/10   |
| Screen Rant                    | Windows  | 6/10     |
| The Games Machine              | Windows  | 8,3/10   |

Salt and Sacrifice ha ricevuto un'accoglienza relativamente buona da parte della critica settoriale, con recensioni generalmente favorevoli e valutazioni medie, mentre è stato accolto in maniera più fredda dall'utenza.
Secondo Eurogamer, che ha recensito la versione per PlayStation 5 senza tuttavia assegnare una valutazione numerica, Salt and Sacrifice riesce a catturare il giocatore grazie alla sua ambientazione e al suo sistema di combattimento «duro come un chiodo ma che riesce a creare momenti di tensione, visto che può bastare un millimetro di distanza dal nemico per condannare il protagonista a una tomba precoce», seppur con «una narrazione priva di ogni sfumatura e che trattiene il gioco dal raggiungere il successo»; l'edizione italiana del sito invece ha assegnato al gioco un punteggio di 7/10, definendolo «un lavoro lodevole che trasuda passione e dedizione», sostenendo che «nonostante sia affetto da piccole ma numerose sbavature, come il bilanciamento dell'esperienza di gioco, la quale risulta molto complicata in singleplayer e troppo semplice il multiplayer, Salt and Sacrifice è una gemma grezza, che è riuscita a ibridare con successo diversi generi videoludici, creando un gameplay divertente sia in solitaria che in compagnia di altri giocatori e un'ambientazione accattivante tra le rovine di un mondo in decomposizione». Everyeye.it ha trovato Salt and Sacrifice «un gioiello che, al netto di una serie di incertezze relative all'equipaggiamento, ai potenziamenti e ai mercanti, che risultano poco navigabili, riesce a fare la gioia di tutti gli amanti dei souls-like desiderosi di dilettarsi con un'avventura capace di metterli alla prova» e che «pur non proponendo il livello di bilanciamento delle produzioni più imponenti, il gioco riesce ad intrattenere il suo pubblico per ore e ore». Game Informer ha lodato la componente esplorativa e «l'atmosfera lunatica» del gioco, che lo renderebbero «capace di tenere incollato allo schermo il giocatore per dozzine di ore», ma ha criticato i suoi «goffi sistemi di progressione» e gli «esasperati incontri con i nemici», che renderebbero i momenti divertenti del gioco «facili da dimenticare». Riguardo al gioco, GameSpot ha affermato che Ska Studios «ha costruito un sequel ambizioso in grado di creare con successo una curiosa fusione tra gli elementi più classici di un metroidvania e di un souls-like, offrendo combattimenti vivaci, un mondo labirintico da esplorare e una vasta gamma di battaglie tese e impegnative», aggiungendo che Salt and Sacrifice «offre un piacevole distillato di elementi familiari, ma troppi problemi gli impediscono di raggiungere la grandezza, come l'assenza di una mappa e di un sistema di viaggio rapido che suscitano momenti di frustrazione e il combattimento eccessivamente punitivo in un mondo sbilanciato che aggiunge ulteriore noia alla sua routine».
Hardcore Gamer ha definito Salt and Sacrifice «un gioco enorme che non si spiega a parole e che per questo può risultare difficile da affrontare, ma in grado di trascinare delicatamente il giocatore dentro il suo mondo oscuro e profondo, rifiutandosi di mollare la presa». IGN ha affermato che Salt and Sacrifice «è un sequel ambizioso che tenta di integrare le meccaniche di Monster Hunter in una già affollata formula metroidvania–souls-like, seppur il risultato non sia dei più fruttuosi», apprezzandone in particolare lo stile grafico, i combattimenti, la modalità cooperativa «rinfrescante» e la «flessibilità nella personalizzazione del personaggio», ma lamentandone le «estenuanti missioni di caccia», aggiungendo che «la modalità multigiocatore è probabilmente la più grande grazia salvifica del gioco»; le edizioni italiana e giapponese del sito invece hanno definito Salt and Sacrifice «un gioco ruvido, sbilanciato, a volte intrigante, a volte frustrante, con un gameplay che fa il suo lavoro ma che non sempre va liscio», aggiungendo che «nonostante il design delle missioni intelligente, il gioco combina in modo sbagliato i migliori elementi di produzioni famose, dando vita a un puzzle i cui pezzi non combaciano». Multiplayer.it è stato particolarmente critico verso il gioco, avendone criticato in particolare «il pessimo design dei boss», «la narrazione risicata, indefinita e di scarso impatto che non suscita alcuna curiosità per le vicende», «la scarsa longevità e densità dei contenuti» e il fatto che «molti sistemi basilari di gioco, come il sistema di livellamento e la raccolta di risorse, urtano tra loro e con la struttura delle missioni, dando vita a un mix di generi malfatto», aggiungendo che «non esiste una fetta di pubblico che possa realmente apprezzare un platform dai bassi valori produttivi che finge di essere un metroidvania». Riguardo al gioco, Rock Paper Shotgun ha affermato che «nonostante tutte le sue stranezze e alcuni fastidi, Salt and Sacrifice è un metroidvania degno di questo nome e dalla profondità sorprendente», aggiungendo che «anche se non ci si può aspettare la perfezione, è evidente che Ska Studios abbia riversato il suo cuore in questo prodotto». Secondo Screen Rant Salt and Sacrifice «ha il potenziale per essere un grande gioco, ma è pieno di momenti frustranti che impantanano l'esperienza complessiva», aggiungendo che «correzioni soprattutto per quanto riguarda il bilanciamento dell'esperienza e il sistema di combattimento farebbero miracoli». The Games Machine ha lodato «l'ottima varietà della progettazione di nemici e ambientazioni» del gioco, affermando che Salt and Sacrifice «è la dimostrazione della competenza di James Silva nel creare un souls-like che, nonostante qualche difetto, riesce a tenere il giocatore incollato allo schermo mentre le ore volano via, un game over dopo l'altro».

## Prequel
Nel 2016 è uscito Salt and Sanctuary, sviluppato e pubblicato da Ska Studios. Il gioco è stato dapprima distribuito per PlayStation 4, Microsoft Windows, macOS e Linux e successivamente, rispettivamente nel 2017 e nel 2018, anche per PlayStation Vita e Nintendo Switch.
Salt and Sanctuary rappresenta un prequel spirituale di Salt and Sacrifice, condividendone lo stile grafico e la maggior parte delle meccaniche di gioco, ma distaccandosi completamente dalla trama.